# Kostel svatého Havla (Střezimíř)
Kostel svatého Havla ve Střezimíři je filiální kostel římskokatolické farnosti Miličín a kulturní památka České republiky.

## Historie
První písemná zmínka o kostele sv. Havla pochází z roku 1352. V 17. století kostel prošel přestavbou. V roce 1852 koupil Střezimíř belgický šlechtic Jan Křtitel ď Hoope, který nechal kostel opravit a daroval mu křížovou cestu namalovanou belgickým malířem Julesem Boulangerem (1822–1868). Další úprava kostela proběhla v roce 1908.

## Popis
Kostel sv. Havla je jednolodní, je postaven v gotickém slohu a je obklopen bývalým hřbitovem obehnaným památkově chráněnou ohradní zdí. Kněžiště je pravoúhlé, zvenčí podepřené opěráky. Ke kostelu je na severní straně přistavěna hranolová věž. Památkově chráněný je i kamenný kříž z roku 1825, který stojí před kostelem, a 16 litinových křížů. Varhany vyrobil v roce 1888 varhanář Karl Anton Eisenhut.